# Shanique Dessing
Shanique Dessing (Delft, 31 december 2000) is een Nederlands voetbalspeelster. Ze komt als aanvaller uit voor AZ in de Vrouwen Eredivisie.

## Clubcarrière
Dessing debuteerde in 2016 tegen Ajax, een uit-wedstrijd die met 6–2 werd verloren, maar waar zij als debutant wel de twee doelpunten voor ADO scoorde. In 2022 maakte ze de overstap naar competitiegenoot PSV. Na twee seizoenen in Eindhoven, keerde Dessing in 2024 op huurbasis terug bij ADO Den Haag. Hier ging ze op zoek naar meer speeltijd. In het seizoen 2024/25 is Dessing teruggekeerd bij PSV. Ze was belangrijk in de KNVB Beker waarin ze haar ploeg met een doelpunt in de halve finale tegen Feyenoord naar de finale hielp. In de laatste wedstrijd van het seizoen, opnieuw tegen Feyenoord, kwam Dessing tweemaal tot scoren. Diezelfde maand maakte PSV bekend dat het aflopende contract van Dessing niet werd verlengd en ze na het seizoen 2024/25 afscheid nam van de club uit Eindhoven. Ze vond in competitiegenoot AZ haar nieuwe werkgever.

## Statistieken
| Seizoen | Club         | Land      | Competitie         | Wedstrijden | Doelpunten |
| ------- | ------------ | --------- | ------------------ | ----------- | ---------- |
| 2016/17 | ADO Den Haag | Nederland | Eredivisie         | 1           | 0          |
| 2017/18 | ADO Den Haag | Nederland | Eredivisie         | 15          | 1          |
| 2018/19 | ADO Den Haag | Nederland | Eredivisie         | 5           | 0          |
| 2019/20 | ADO Den Haag | Nederland | Eredivisie         | 7           | 1          |
| 2020/21 | ADO Den Haag | Nederland | Eredivisie         | 16          | 2          |
| 2021/22 | ADO Den Haag | Nederland | Vrouwen Eredivisie | 0           | 0          |
| 2022/23 | PSV          | Nederland | Vrouwen Eredivisie | 8           | 0          |
| 2023/24 | PSV          | Nederland | Vrouwen Eredivisie | 4           | 0          |
| 2023/24 | ADO Den Haag | Nederland | Vrouwen Eredivisie | 11          | 2          |
| 2024/25 | PSV          | Nederland | Vrouwen Eredivisie | 17          | 2          |
| totaal  |              |           |                    | 84          | 8          |

Bijgewerkt t/m 20 juni 2025.

## Interlandcarrière
Op 11 mei 2017 speelde Dessing haar eerste wedstrijd voor Oranje O17.
2 Caprino ·
3 De Ridder ·
4 Woons ·
5 Mol ·
6 Colin ·
7 Van der Most ·
8 De Vette ·
9 Spaan ·
10 Van Lunteren ·
11 Kroese ·
12 Blom ·
13 Copier ·
14 Op de Weegh ·
15 Groot ·
16 Booms ·
17 Zijp ·
18 Boukakar ·
20 Van Bentum ·
21 Van Uden ·
22 Thomas ·
23 Stoop ·
Coach: De Vogel
· Keeperstrainer: Keizer